# Matra, Haute-Corse
Matra är en kommun i departementet Haute-Corse på ön Korsika i Frankrike. Kommunen ligger i kantonen Moïta-Verde som tillhör arrondissementet Corte. År 2022 hade Matra 52 invånare.

## Befolkningsutveckling
Antalet invånare i kommunen Matra
Referens:INSEE